# Crepería

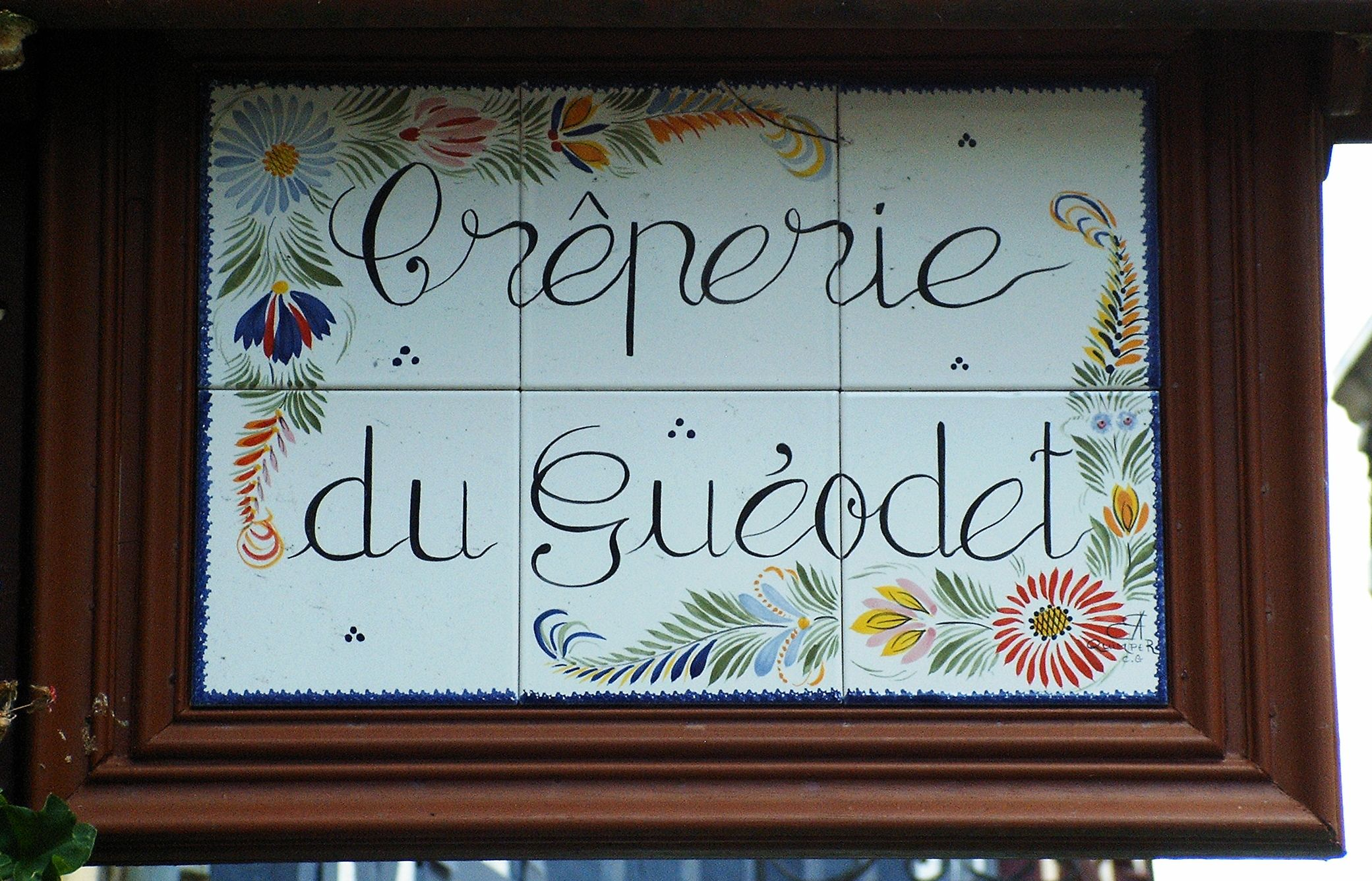
Signo de una crêperie en Quimper.

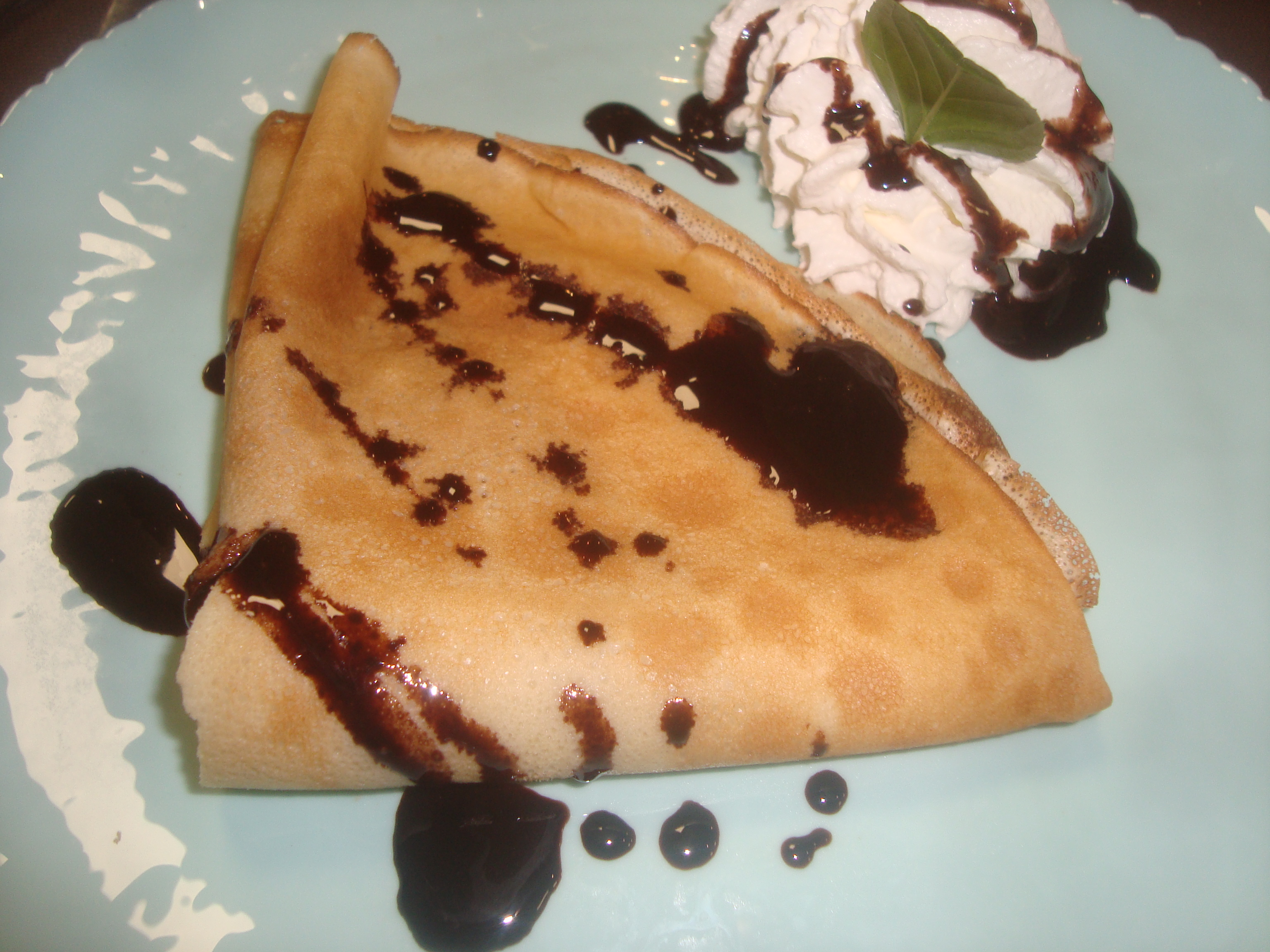
Crep.

Una crepería (del francés crêperie) es un tipo de restaurante en el que se sirven diferentes tipos de crêpes. Es un restaurante típico de Francia, especialmente de la región de Bretaña, y Quebec (Canadá) que puede encontrarse por internacionalización en diversos países.
- Datos: Q3141990
- Multimedia: Crêperies / Q3141990